# كالوم ويلوك
كالوم دانييل ويلوك (بالإنجليزية: Calum Daniel Willock)‏ (مواليد 29 أكتوبر 1981 في لامبيث) لاعب كرة قدم سانت كيتسي ونيفيسي دولي يجيد اللعب في خط الهجوم . يلعب حاليا لصالح نادي إبسفليت يونايتد الإنجليزي من سنة 2010 .

## روابط خارجية
- كالوم ويلوك على موقع الاتحاد الدولي (مؤرشف)  (الإنجليزية)
- كالوم ويلوك على موقع قاعدة بيانات كرة القدم.إي يو (الإنجليزية)
- كالوم ويلوك على موقع ناشيونال فوتبول تيمز (الإنجليزية)
- كالوم ويلوك على موقع Soccerbase.com (لاعب) (الإنجليزية)
- كالوم ويلوك على موقع Soccerway.com (الإنجليزية)
- كالوم ويلوك على موقع عالم كرة القدم.نت (الإنجليزية)